# Économie de l'Éthiopie
L'économie de l'Éthiopie est essentiellement agricole, fragilisée par des sécheresses, des pénuries alimentaires et des conflits politiques, cependant elle transite actuellement vers une économie industrielle et exportatrice. Depuis les années 2000 et jusqu'en 2018, la croissance de son PIB est l'une des plus importantes au monde aux alentours des 10 % par an (10,9 % en 2017). Cela a permis une sortie de l’extrême pauvreté pour une bonne partie de la population, passant de 55,5 % de la population en 1999 a 26,7 % en 2016 (seuil 1,90$). Elle n'est pas membre de l'Organisation mondiale du commerce mais une procédure d’adhésion a été lancée en 2003.

## Histoire économique

### Développement économique avant 1974
Les ressources naturelles de l'Éthiopie ont permis au pays d'entretenir des relations commerciales avec le monde extérieur pendant des siècles. Durant l'Antiquité, les commerçants éthiopiens échangeaient de l'or, de l'ivoire, du musc, des peaux et quelques produits de luxe, tels que la soie et le velours.
À la fin du XIXe siècle, le café est devenu la principale production du pays. À cette époque, la plupart des activités commerciales empruntaient l'une des deux routes commerciales partant de l'ancienne province de Kaffa, l'une menant au nord à Massaoua sur les côtes de l'actuelle Érythrée, en passant par Gondar et Adoua. La seconde route longeait la rivière Awash pour rejoindre Harer et plus loin Berbera ou Zeila sur le littoral de la mer Rouge.
Les changements de l'économie éthiopienne sous l'occupation italienne sont très limités, en raison du manque de contrôle militaire sur la totalité du territoire et de la courte durée de cette présence (1936 à 1941), quelques routes sont construites et des entreprises italiennes s'installent.
Jusque dans les années 1950, la plus grande partie de l'économie éthiopienne est restée inchangée. Le secteur agricole se développait très lentement et le secteur industriel ne représentait qu'une faible part de l'économie du pays.
Au début des années 1950, l'empereur Hailé Sélassié Ier entreprit de transformer une économie de subsistance en économie agro-industrielle. Jusqu'en 1957, le gouvernement prépara des plans de développement avec l'aide des États-Unis, de l'Organisation des Nations unies pour l'alimentation et l'agriculture (FAO) et de la Yougoslavie.
Le premier plan quinquennal (1957-1961) visait le développement des infrastructures, notamment les transports et les moyens de communication pour relier les régions isolées, mais aussi le développement d'une main-d'œuvre qualifiée pour travailler dans l'industrie. Le second plan quinquennal (1962-1967) avait pour objectif de diversifier la production, d'introduire des méthodes de fabrication modernes et le développement des capacités productives du pays. Le troisième plan quinquennal (1968-1973) était destiné à améliorer les performances agro-industrielles.
Si les résultats ne furent pas à la hauteur des objectifs que s'était fixé le gouvernement, le pays connut néanmoins une augmentation de sa croissance et était parvenu à diversifier ses productions industrielles.

### Après la révolution
Après la révolution de 1974 ayant abouti à la prise de pouvoir par le régime Derg, l'économie éthiopienne a été restructurée et nationalisée.
Jusqu'en 1978, la croissance augmenta très peu en raison des tensions politiques, des conflits armés et d'une réforme radicale des institutions. Le climat politique instable et les nationalisations ont causé une dislocation des principaux secteurs de l'économie tel que l'agriculture et l'industrie. En outre, le budget militaire absorbait une grande partie des ressources du pays. Pendant la période de 1974 à 1978, le PIB augmenta en moyenne de 0,4 % par an alors que les déficits augmentaient et que l'index des prix faisait un bond de 16,5 % chaque année.
Dans une seconde phase (1978-1980), l'économie commença à se relever grâce à des réformes institutionnelles mais surtout parce que les conditions de sécurité se sont améliorées avec la fin de la guerre de l'Ogaden et la diminution de l'activité des rebelles en Érythrée. Durant cette période, le PIB augmenta en moyenne de 5,7 % par an.
De 1980 à 1985, l'économie connu des revers. Hormis durant l'année fiscale 1982/83, l'augmentation du PIB ne cessa de décliner. Plusieurs facteurs expliquent ce retournement. Tout d'abord, le pays fut frappé d'une grave sécheresse en 1984 et 1985 causant une famine qui fit plus d'un million de morts. Ensuite, le secteur industriel stagna en raison du déclin de la production agricole. Enfin, en raison du climat politique, le pays vit son commerce extérieur diminuer alors que dans le même temps le budget militaire absorbait entre 40 et 50 % des dépenses.
Jusqu'à la chute du régime Derg en 1991, l'économie continua à stagner malgré une amélioration des conditions climatiques qui avait permis à l'agriculture de se redresser.

### Situation actuelle
Après la chute du régime Derg, des réformes ont été engagées par le nouveau pouvoir en place afin de transformer l'économie centralisée de l'Éthiopie en une économie de marché. Ces réformes ont permis de porter la croissance annuelle du PIB à 4 % entre 1991 et 2003, contre 2,8 % sous le régime du Derg (1974–1991). La structure de l'économie a elle aussi évolué, la part de l’agriculture diminuant au profit de celle des services, alors que l'industrie restait globalement au même niveau Toutefois, le pays a dû faire face à de très graves crises qui ont profondément marqué l'économie. Tout d'abord, le conflit avec l’Érythrée (1998-2000) qui a entraîné une hausse sensible du budget de la défense, la suspension des financements du FMI et la diminution de l'aide extérieure.
Par ailleurs, après une première crise alimentaire grave en 2000, l'Éthiopie en a subi une seconde aux effets dramatiques en 2003, en raison de la sécheresse. Quinze millions de personnes ont été touchées malgré la mobilisation de la communauté internationale. En 2006, une nouvelle pénurie alimentaire grave, proche de la famine, a de nouveau frappé, aggravée par de fortes inondations dans l'est du pays qui ont tué des centaines de personnes et sinistré des milliers d'autres.
En 2015, l’Éthiopie compte 2 700 millionnaires, un nombre qui a plus que doublé depuis 2007. Leurs fortunes se construisent pour l'essentiel dans des niches de rentes économiques (banques, mines, etc) sans investir les secteurs structurels et stratégiques (production industrielle, infrastructures, etc) et ne devraient aucunement favoriser le développement économique ou représenter une source de concurrence pour les multinationales occidentales.
Le gouvernement éthiopien multiplie les efforts pour attirer les investisseurs étrangers, en particulier dans le secteur textile. Ceux-ci peuvent désormais importer leurs machines sans frais de douane, bénéficier d’une exemption d’impôts pendant dix ans, de loyers très inférieurs aux prix du marché et d'eau et électricité quasiment gratuites. De grandes marques se sont implantées dans le pays, comme Decathlon, H&M et Huajian. Ces entreprises bénéficient également d'une main d’œuvre peu couteuse. Enfin, les accords commerciaux entre l’Éthiopie et l'Union européenne leur permettent d'exporter sans droit de douane.
Après près de 15 années d'une croissance avoisinant les 10 % annuels, la situation change à partir de 2018 avec l'arrivée au pouvoir du Premier ministre Abiy Ahmed, et la multiplication des conflits ethniques et la guerre du Tigré. En 2020, le pays demande une renégociation de sa dette. La croissance de son PIB en 2021 est estimé à 5,6 % par la Banque mondiale.

## Structure économique
Depuis le début du XXIe siècle, l’Éthiopie connaît une croissance économique sans précédent. Entre 2002 et 2007, le taux de croissance annuel moyen dépassait 11 %, même s'il l'on prévoit pour 2008 un certain ralentissement.
Les indicateurs économiques conduisent toutefois à rester prudent. Tout d'abord, l'inflation continue à être importante et les prix des denrées alimentaires augmentent fortement. Ensuite, ces dernières années, l'Éthiopie a bénéficié de conditions climatiques clémentes, situation qui pourrait ne pas durer. Enfin, le pays est assujetti au prix du pétrole dont l'augmentation a impact direct sur la balance des paiements.

### Industrie textile
Les salariés des usines de vêtements d’Éthiopie, qui travaillent notamment pour des marques internationales, reçoivent un salaire mensuel allant de 23 à 35 euros. Ces très bas salaires ont entraîné une faible productivité, des grèves fréquentes et un fort turn-over. Certaines usines ont remplacé l’intégralité de leurs salariés tous les douze mois en moyenne, indique le rapport publié en 2019 du Centre Stern pour les affaires et les droits de l’homme de l’université de New York. Ce rapport précise :« Plutôt que la force de travail docile et bon marché promue en Éthiopie, les fournisseurs basés à l’étranger ont rencontré des employés qui sont malheureux de leur rémunération et de leurs conditions de vie et qui veulent de plus en plus protester en cessant le travail ou même en démissionnant. Dans leur empressement à créer une marque “made in Ethiopia”, le gouvernement, les marques mondiales et les fabricants étrangers n’ont pas prévu que le salaire de base était tout simplement trop faible pour que les travailleurs puissent en vivre. »

### Commerce extérieur
| Partenaires commerciaux de l'Éthiopie (en millions de dollars) |              |              |                     |
| Pays                                                           | Exportations | Importations | Balance commerciale |
| Allemagne                                                      | 94           | 65           | 29                  |
| Japon                                                          | 56           | 103          | -47                 |
| Arabie saoudite                                                | 39           | 21           | 18                  |
| Italie                                                         | 32           | 112          | -80                 |
| Suisse                                                         | 29           | 10           | 19                  |
| États-Unis                                                     | 18           | 61           | -43                 |
| France                                                         | 14           | 40           | -26                 |
| Royaume-Uni                                                    | 10           | 55           | -45                 |
| Inde                                                           | 8            | 66           | -58                 |
| Yémen                                                          | 6            | 241          | -235                |
| Chine                                                          | n.a.         | 97           | n.a.                |

Bien que l'Éthiopie soit ouvert au commerce international, celui-ci reste encore assez peu développé, comparativement à d'autres pays voisins.
L'un des freins est sans doute lié aux droits de douane encore relativement élevés. Malgré l'absence de barrières commerciales officielles, certains domaines restent fermés aux investisseurs privés, tel que le secteur des banques et celui des assurances. En outre, le dédouanement est lent et toutes les importations en direction du pays doivent passer par des ressortissants éthiopiens inscrits comme agents d'importation ou de distribution auprès du Ministère du commerce et de l'industrie.

### Investissement étranger
Les investissements directs à l'étranger (IDE) ont régulièrement augmenté depuis 2003. En 2006, ils représentaient 23,5 % du PIB. Bien que le gouvernement se soit engagé dans un programme de réformes économiques et de libéralisation, il garde la mainmise sur le secteur des services. En outre, les investissements étrangers sont freinés par le mauvais état des infrastructures, la difficulté à acquérir des terres, le contrôle strict des échanges commerciaux et les coûts très élevés des transactions.
Les principaux pays investisseurs sont l'Arabie saoudite, la Chine et les États-Unis.

## Secteurs économiques

### Agriculture
L'agriculture est la ressource principale de l'économie éthiopienne, fournissant 85 % des emplois. Le secteur contribue à environ 45 % du PIB et 62 % des exportations totales. Le café contribue à lui seul à 39,4 % des exportations totales en 2001 / 2002.
Le café est le cadeau de l'Éthiopie au monde. Le pays est le producteur principal de café Arabica en Afrique. Le thé présente aussi un autre potentiel de production, de traitement et d’exportation.
Doté de larges zones agro-écologiques et de ressources diversifiées, l'Éthiopie cultive tous les types de céréales, de fibres, d'arachide, de café, de thé, de fleurs, ainsi que des fruits et légumes. Plus de 140 sortes de récoltes sont actuellement cultivées en Éthiopie.
Les terres potentiellement irrigables sont évaluées à 10 millions d'hectares.
L'élevage en Éthiopie est l'un des plus grands d’Afrique. La pêche et la sylviculture sont des ressources également non négligeables.
Des occasions considérables existent pour de nouveaux investissements privés dans la production et le traitement de ces ressources.

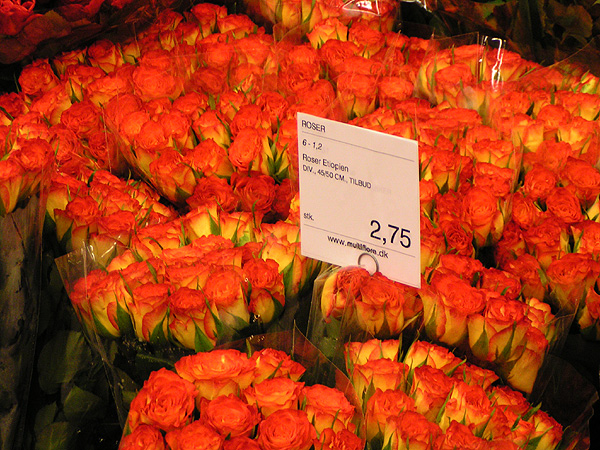
Rose d'Éthiopie

#### Horticulture
Les conditions agro-climatiques diversifiées de l'Éthiopie sont appropriées à la production d'une large gamme de fruits, de légumes et de fleurs. La production de légumes et de fleurs coupées sont des secteurs en forte croissance. En 2002, une production annuelle de plus de 29 000 tonnes de fruits et de légumes et de 10 tonnes de fleurs ont été exportées.
Le sous-secteur de la floriculture se développe rapidement en Éthiopie à partir des années 2010, avec le soutien du gouvernement devenant un des premiers secteurs d'exportation et participant au développement du salariat de la main-d'œuvre.

#### Élevage

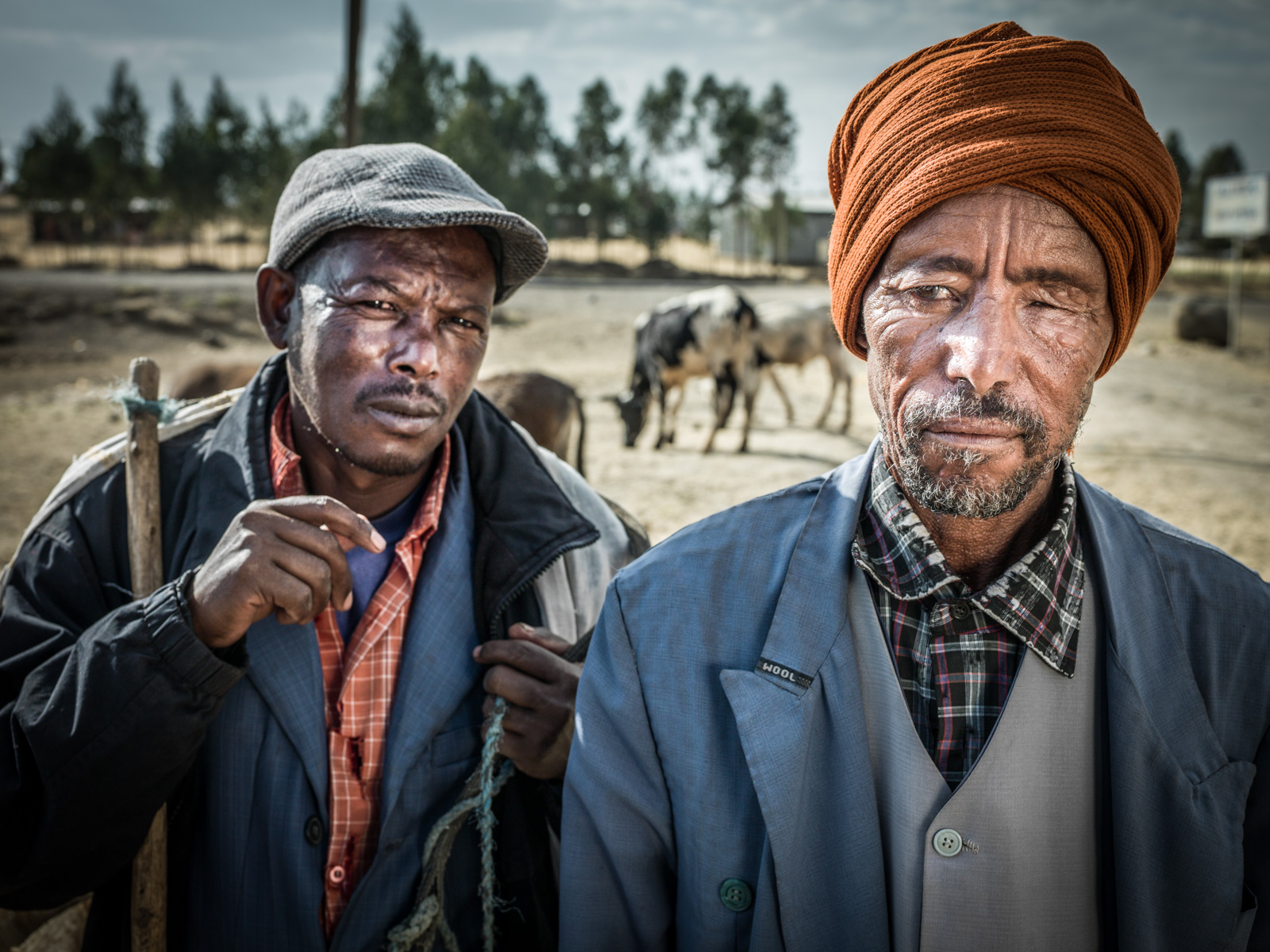
Éleveurs de bétail près d'Addis Abeba.

L’Éthiopie est le premier pays d’Afrique et parmi les dix premiers dans le monde en termes d'élevage. Ce secteur inclut 35 millions de têtes de bétail, dont 12 millions de moutons et 10 millions de chèvres. Les occasions d’investissement sont potentiellement attirantes dans l'élevage commercial et moderne, la production et le traitement de la viande, du lait et des œufs.

#### Apiculture
Avec environ 3,3 millions de ruches, l'Éthiopie est la principale nation productrice et exportatrice de miel et de cire d’abeille en Afrique. Cette place lui confère d'excellentes perspectives pour l’investissement privé dans l'apiculture.

#### Pêche
La pêche est une activité économique de faible importance en Éthiopie. En effet, si le pays à de nombreux lacs et cours d'eau, il n'a plus aucune frontière maritime depuis que l'Érythrée a obtenu son indépendance en 1993, privant ainsi l'Éthiopie d'un accès à la mer Rouge.

### Énergie
L'Éthiopie tire son énergie principalement de l'hydroélectricité et se tourne également vers le solaire photovoltaïque.

### Industrie
L'industrie est jusqu'à présent à sa première phase de développement et représente environ 15 % du PIB. Ces industries sont principalement engagées dans la production de produits alimentaires, textile, habillement, teinture et vêtements en cuir, chaussures, bagages et sacs à main, fabrication de bois et dérivés (l'Éthiopie possède environ 2,5 millions d’hectares de forêts naturelles), produits en caoutchouc et en plastique, chimie et produits chimiques, fabrication de fer de base et d’acier ainsi que l'assemblage de voitures, des caravanes et des semi-remorques.
L'industrie agroalimentaire est le sous-secteur le plus vif et enregistre des augmentations continuelles et significatives dans la production depuis 1992. Durant le premier semestre 2001, l'Éthiopie a exporté l'équivalent d’environ 54,8 millions de Birr de produits alimentaires.
En reconnaissant que le secteur privé est le moteur du développement industriel, le gouvernement éthiopien a mis au point un nombre de mesures qui permettraient au secteur de devenir un concurrent efficace dans la mondialisation, là où la compétitivité du marché est la règle absolue du jeu. Il a introduit des mesures qui décourageront la réalisation de profits illégaux et encourageront et offriront un appui à ceux qui s’engagent dans de véritables activités d’affaires et contribuent au développement de l’économie nationale.

### Services

#### Finance
Le secteur financier est très peu développé, ce qui ralentit le développement du pays. L'Éthiopie ne dispose pas d'une place boursière. Le secteur financier de l’Éthiopie est de taille relativement restreinte. Le gouvernement domine les activités de prêt, contrôle les taux d’intérêt et possède la plus grande banque du pays, à savoir la Commercial Bank of Ethiopia, qui représente deux tiers de l’encours total.
La banque centrale, à savoir la National Bank of Ethiopia, a le monopole pour toutes les transactions en devises et assure le contrôle de tous les paiements et transferts de fonds en devises.
Ces dernières années, l’État a autorisé le secteur privé local à participer aux activités bancaires, mais la propriété étrangère des banques et les opérations des succursales étrangères demeurent strictement interdites. En 2008, il y avait trois banques étatiques, neuf banques privées (contrôlant 30 % de tous les actifs bancaires en 2006), et neuf sociétés d’assurance. La banque de détail est peu développée ; par exemple, la ville, pourtant touristique, de Lalibela ne comptait aucun guichet de banque en 2003. Le change est réglementé.

#### Tourisme
L'activité touristique émerge rapidement. En 2000 selon la Banque mondiale il y avait 136 000 touristes, en 2016 ils étaient près de 871 000, soit une augmentation très importante. Ce développement s'explique notamment par davantage d'investissement dans les infrastructures touristiques.
En 2015, le pays a été désigné comme la meilleure destination touristique au monde par le Conseil européen du tourisme et du commerce. Sur la période fiscale 2017-2018, le tourisme a rapporté au pays près de 3,5 milliards de US$, un apport non négligeable pour un pays en développement.

#### Transports
Deux autoroutes transafricaines traversent l’Éthiopie:
- Transafricaine 4, Le Caire — Le Cap;
- Transafricaine 6, N'Djamena — Djibouti.

L'Éthiopie a un système de transport essentiellement axé sur un réseau routier assez développé qui relie la capitale, Addis-Abeba, aux principales villes du pays. La principale ligne de chemin de fer reliant Addis Abéba au port de Djibouti est en service depuis 2016. Le transport aérien est en plein développement, avec des liaisons internes et vers la plupart des pays d'Afrique, d'Asie, d'Europe et d'Amérique du Nord. Le principal aéroport du pays, l'aéroport international de Bole, dessert la capitale Addis-Abeba.

#### Médias
Bien que la constitution garantisse la liberté d'expression et de la liberté de la presse, la radio, la télévision et la presse restent essentiellement sous le contrôle de l'État même si, officiellement, la censure a été abolie depuis 1992. Le pays possède une unique chaîne de télévision gouvernementale, Ethiopian television (ETV) et la presse écrite est assez peu développée en raison de l'analphabétisme et d'un réseau de distribution très limité en  dehors des grandes villes.

### Investissements
Le pays est classé 159e sur 190 dans le classement Doing Business qui mesure la « facilité de faire des affaires », publié par la Banque mondiale.
Par ailleurs, il comptait 2 700 millionnaires en 2013, dont Tadiwos Belete (hôtellerie), Kahsay Welday (savon), Berhane Abraha (optique) ou Yehdego Abeselom (matelas) qui ont fait fortune dans un pays qui connaît une forte croissance économique depuis les années 2000, mais peine à résorber la grande pauvreté.